# Rio Atbara
O rio Atbara, ou Astabora (em árabe: نهر عطبرة, Nahar' Atbarah) é um curso de água do nordeste de África que nasce no noroeste da Etiópia, aproximadamente 50 km a norte do lago Tana e 30 km a oeste de Gondar e desagua no rio Nilo, na cidade de Atbara, no Sudão. 
É um dos três rios que se encontram e formam o rio Nilo. É o último afluente do Nilo antes que este desague no Mediterrâneo.